# Leo Genn
Ne doit pas être confondu avec Leo Penn.
Pour les articles homonymes, voir Genn.
Leo Genn, né le 9 août 1905 à Londres et mort le 26 janvier 1978 à Londres, est un acteur et juriste britannique.
Il a reçu une nomination à l'Oscar du meilleur second rôle pour le film Quo Vadis 1951

## Biographie
Leo Genn naît le 9 août 1905 à Hackney, quartier de Londres (Royaume-Uni), de parents juifs
.
Il est affecté à la Royal Artillery le 6 juillet 1940 et est promu lieutenant-colonel en 1943.
Il reçoit la Croix de guerre en 1945.[réf. souhaitée] Il fait partie de l'unité britannique qui enquête sur les crimes de guerre commis au camp de Bergen-Belsen et est plus tard procureur adjoint au procès de Belsen à Lunebourg.
Il meurt à Londres le 26 janvier 1978.

## Filmographie

### Cinéma
- 1935 : Immortal Gentleman de Widgey R. Newman : Merchant / Shylock
- 1936 : Le Danger d'aimer (en) (Accused) de Thornton Freeland : Man
- 1937 : The Cavalier of the Streets de Harold French : Attorney General
- 1937 : Les Deux Aventuriers (Jump for Glory) de Raoul Walsh : Prosecuting Counsel
- 1937 : The Rat de Jack Raymond : Defending Counsel
- 1938 : Kate Plus Ten de Reginald Denham : Dr Gurdon
- 1938 : Dangerous Medicine de Arthur Woods : Murdoch
- 1938 : Pygmalion, d'Anthony Asquith et Leslie Howard : Prince
- 1938 : Alerte aux Indes (The Drum), de Zoltan Korda : Petit rôle
- 1940 : Espionne à bord (Contraband), de Michael Powell : Premier frère Grimm
- 1940 : L'aventure est commencée (Ten Days in Paris) de Tim Whelan : Lanson
- 1940 : Law and Disorder, de David MacDonald
- 1940 : Girl in the News de Carol Reed : Prosecuting Counsel
- 1943 : The Bells Go Down : Off-screen Narrator
- 1944 : L'Héroïque Parade (The Way Ahead), de Carol Reed : Capitaine Edwards
- 1944 : Henry V (The Chronicle History of King Henry the Fift with His Battell Fought at Agincourt in France), de Laurence Olivier: Constable of France
- 1945 : César et Cléopâtre (Caesar and Cleopatra), de Gabriel Pascal : Bel Affris
- 1946 : La Couleur qui tue (Green for Danger), de Sidney Gilliat : Mr. Eden
- 1947 : Le deuil sied à Électre (Mourning becomes Electra), de Dudley Nichols : Adam Brant
- 1948 : Quand le rideau tombe (The Velvet Touch) de John Gage : Michael Morrell
- 1948 : London Belongs to Me : Narrator, introduction
- 1948 : La Fosse aux serpents (The Snake Pit), d'Anatole Litvak : Docteur Mark Kik
- 1950 : Jennifer (No Place for Jennifer) de Henry Cass : William
- 1950 : Le Cheval de bois (The Wooden Horse), de Jack Lee: Peter
- 1950 : L'Histoire des Miniver (The Miniver story), de H. C. Potter : Steve Brunswick
- 1951 : La Boîte magique (The Magic Box), de John Boulting : Maida Vale Doctor
- 1951 : Quo Vadis, de Mervyn LeRoy : Petronius
- 1952 : 24 Hours of a Woman's Life de Victor Saville : Robert Sterling
- 1952 : Capitaine sans loi (Plymouth Adventure), de Clarence Brown : William Bradford
- 1953 : The Girls of Pleasure Island de F.Hugh Herbert et Alvin Ganzer  : Roger Halyard
- 1953 : Les Bérets rouges (The Red Beret), de Terence Young : Major Snow
- 1953 : Une affaire troublante (Personal Affair) de Anthony Pelissier : Mr. Barlow
- 1954 : The Green Scarf de George More O'Ferrall : Rodelec
- 1955 : Chantage, de Guy Lefranc : Lionel Kendall
- 1955 : L'Amant de Lady Chatterley, de Marc Allégret : Sir Clifford Chatterley
- 1956 : Moby Dick, de John Huston : Starbuck
- 1956 : Au sud de Mombasa (Beyond Mombasa) de George Marshall : Ralph Hoyt
- 1957 : The Steel Bayonet de Michael Carreras : Maj. Gerrard
- 1958 : L'Affaire Dreyfus (I Accuse!), de José Ferrer : Maj. Picquart
- 1958 : La Brigade des bérets noirs (No Time to Die) de Terence Young : Sgt. Kendall
- 1960 : Too Hot to Handle de Terence Young : Johnny Solo
- 1960 : Les Évadés de la nuit (Era notte a Roma), de Roberto Rossellini : Michael Pemberton
- 1962 : Le Jour le plus long (The Longest Day), de Ken Annakin, Andrew Marton, Bernhard Wicki, Gerd Oswald, Darryl F. Zanuck : Brig. Gen. Edwin P. Parker Jr.
- 1963 : Les 55 Jours de Pékin (55 Days at Peking), de Nicholas Ray : Gen. Jung-Lu
- 1964 : Mission spéciale au 2ème bureau (aussi Docteur Mabuse et le rayon de la mort, Die Todesstrahlen des Dr Mabuse) : Adm. Quency
- 1965 : Les Dix Petits Indiens (Ten Little Indians), de George Pollock: Général Sir John Mandrake B.C.
- 1966 : Le Cirque de la peur (Circus of Fear) de John Llewellyn Moxey : Elliott
- 1966 : Khartoum, de  Basil Dearden : Narrateur
- 1970 : Le Trône de feu (Il Trono di fuoco), de Jesús Franco : Lord Wessex
- 1970 : Chambres communicantes (Connecting rooms) de Franklin Gollings : Dr Norman
- 1971 : Endless Night de Sidney Gilliat : Psychiatre
- 1971 : Le Venin de la peur (Una Lucertola con la pelle di donna) de Lucio Fulci : Edmond Brighton
- 1971 : Meurs en hurlant, Marianne, de Pete Walker : Le Juge
- 1973 : Le Silencieux, de Claude Pinoteau : Chef M.I.5
- 1973 : Le Piège (The MacKintosh Man), de John Huston : Rollins [defence lawyer]
- 1974 : Frightmare, de Pete Walker : Dr Lytell
- 1975 : Sie sind frei, Doktor Korczak : Henryk Goldszmit vel Janusz Korczak

### Télévision
- 1960 : Mrs. Miniver : Clem Miniver
- 1968 : The Strange Case of Dr. Jekyll and Mr. Hyde : Dr Lanyon
- 1971 : Amicalement vôtre (The Persuaders) : Formule à vendre (The Long Goodbye), de Roger Moore (série) : Sir Hugo Chalmers